# Кетрін Ґібсон
Кетрін Ґібсон (англ. Catherine Gibson, 21 березня 1931 — 25 червня 2013) — британська плавчиня.
Призерка Олімпійських Ігор 1948 року.
Призерка Чемпіонату Європи з водних видів спорту 1947 року.